# Sucre (stan)
Sucre (hiszp. Estado Sucre) – to jeden z 23 stanów Wenezueli.  Stolicą stanu jest miasto Cumaná.
Stan Sucre zajmuje powierzchnię 11 800 km². W roku 2006 zamieszkiwało go 902 703 mieszkańców, w 2011 już 896 291. Dla porównania w roku 1971 zamieszkiwało go 469 tys. mieszkańców. Większą część stanu zajmuje pasmo Sierra de Cumaná. Na wschodzie, nad zatoką Paria, mieści się zabagniona nizina.
W stanie Sucre (stan na lata 70. XX w.) uprawiany jest kakaowiec, trzcina cukrowa, kawa, kukurydza, tytoń, bananowiec, palma kokosowa; w stanie hodowana jest trzoda chlewna, kozy, bydło. Niewielkie wydobycie asfaltu naturalnego, soli kamiennej. Rozwinięty przemysł spożywczy i włókienniczy.
Znajdują się tu Park Narodowy Península de Paria, Park Narodowy Turuépano oraz części Parku Narodowego Mochima i Parku Narodowego El Guácharo.

## Gminy i ich siedziby
1. Andrés Eloy Blanco (Casanay)
2. Andrés Mata (San José de Aerocuar)
3. Arismendi (Río Caribe)
4. Benítez (El Pilar)
5. Bermúdez (Carúpano)
6. Bolívar (Marigüitar)
7. Cajigal (Yaguaraparo)
8. Cruz Salmerón Acosta (Araya)
9. Libertador (Tunapuy)
10. Mariño (Irapa)
11. Mejía (San Antonio del Golfo)
12. Montes (Cumanacoa)
13. Ribero (Cariaco)
14. Sucre (Cumaná)
15. Valdez (Güiria)